# Valery Bocherov
Valery Bocherov (Minsk, 10 de agosto de 2000) es un futbolista bielorruso que juega en la demarcación de centrocampista para el F. C. Ufa de la Liga Nacional de Fútbol de Rusia.

## Selección nacional
Tras jugar en las categorías inferiores de la selección, finalmente hizo su debut con la selección de fútbol de Bielorrusia en un partido de la Liga de Naciones de la UEFA 2022-23 contra Eslovenia que finalizó con un resultado de 0-1 a favor del combinado esloveno tras el gol de Tomáš Suslov.

## Clubes
| Club                   | País        | Año       | Partidos | Goles |
| ---------------------- | ----------- | --------- | -------- | ----- |
| BATE Borísov           | Bielorrusia | 2020      | 1        | 0     |
| FC Smolevichi (cedido) | Bielorrusia | 2020      | 7        | 0     |
| FC Slutsk (cedido)     | Bielorrusia | 2021      | 26       | 1     |
| BATE Borísov           | Bielorrusia | 2022-2023 | 76       | 3     |
| F. C. Ural             | Rusia       | 2024      | 6        | 0     |
| F. C. Ufa (cedido)     | Rusia       | 2024-     | 22       | 1     |

## Palmarés

### Títulos nacionales
| Título                   | Club         | País        | Año  |
| ------------------------ | ------------ | ----------- | ---- |
| Supercopa de Bielorrusia | BATE Borísov | Bielorrusia | 2022 |